# Bandiera rossa (brano musicale)
Bandiera rossa è un tradizionale  canto popolare dei lavoratori italiani di matrice comunista e socialista, con chiaro riferimento alla bandiera rossa, emblema di tali ideologie.

## Storia
La canzone rappresenta l'unico inno della classe operaia italiana che possa considerarsi come un vero canto popolare di tradizione orale.
La musica forse è derivata dalla fusione di due arie popolari della tradizione lombarda: la strofa da "Ciapa on saa, pica la porta" (prendi un sasso, picchia la porta) e il ritornello dall'aria "Ven chi Nineta sotto l'ombrelin" (Vieni qui Ninetta sotto l'ombrellino).
Il suo utilizzo come canto politico trova ascendenza sia melodica che testuale in un canto repubblicano della metà dell'800.
bandiera rossa, bandiera rossa

avanti popolo alla riscossa

bandiera rossa, bandiera rossa.
Bandiera rossa la trionferà

viva la repubblica, viva la repubblica

bandiera rossa la trionferà

viva la repubblica e la libertà.»
Secondo l'esponente della sinistra milanese Luigi Repossi, l'autore della strofa ("Avanti popolo") sarebbe "tal Boschetti Piero, operaio meccanico dello stabilimento Miani e musicante e suonatore di bombardino (terzo bombardino)" nella fanfara repubblicana "Maurizio Quadrio" di Milano, mentre il testo sarebbe stato redatto da un certo Marzorati.
La canzone nella versione socialista nasce all'inizio del XX secolo, scritta originariamente da Carlo Tuzzi nel 1908.
Di seguito il testo della versione socialista di Bandiera rossa:
Bandiera rossa, Bandiera rossa

Avanti o popolo, alla riscossa,

Bandiera rossa trionferà.
Bandiera rossa la trionferà
Bandiera rossa la trionferà
Bandiera rossa la trionferà
Evviva il socialismo e la libertà.
Degli sfruttati l'immensa schiera

La pura innalzi, rossa bandiera.

O proletari, alla riscossa

Bandiera rossa trionferà.
Bandiera rossa la trionferà
Bandiera rossa la trionferà
Bandiera rossa la trionferà
Il frutto del lavoro a chi lavora andrà.
Dai campi al mare, alla miniera,

All'officina, chi soffre e spera,

Sia pronto, è l'ora della riscossa.

Bandiera rossa trionferà.
Bandiera rossa la trionferà
Bandiera rossa la trionferà
Bandiera rossa la trionferà
Soltanto il socialismo è vera libertà.
Non più nemici, non più frontiere:

Sono i confini rosse bandiere.

O socialisti, alla riscossa,

Bandiera rossa trionferà.
Bandiera rossa la trionferà
Bandiera rossa la trionferà
Bandiera rossa la trionferà
Nel solo socialismo è pace è libertà!»
La canzone si diffuse negli anni seguenti, e nel 1923 era già attestata la sua diffusione negli Stati Uniti.
Alcune fonti riportano come il motivo fosse così popolare da essere utilizzato anche da componenti "di sinistra" del fascismo militante friulano. In particolare, le parole vennero cambiate in: «Ma quale ordine, che disciplina, carneficina, carneficina».
Il testo ha subito negli anni diverse modifiche. Ne viene riportata una delle più note versioni comuniste, ovviamente successiva al 1917-1918, epoca della Rivoluzione bolscevica in Russia, quello che divenne, al quinto congresso del Partito Comunista Italiano del 29 dicembre 1945 - 6 gennaio 1946 (il primo dopo la Liberazione), uno dei suoi inni ufficiali.
Bandiera rossa, Bandiera rossa

Avanti o popolo, alla riscossa,

Bandiera rossa trionferà.
Bandiera rossa la trionferà
Bandiera rossa la trionferà
Bandiera rossa la trionferà
Evviva il comunismo e la libertà.
Degli sfruttati l'immensa schiera

La pura innalzi, rossa bandiera.

O proletari, alla riscossa

Bandiera rossa trionferà.
Bandiera rossa la trionferà
Bandiera rossa la trionferà
Bandiera rossa la trionferà
Il frutto del lavoro a chi lavora andrà.
Dai campi al mare, alla miniera,

All'officina, chi soffre e spera,

Sia pronto, è l'ora della riscossa.

Bandiera rossa trionferà.
Bandiera rossa la trionferà
Bandiera rossa la trionferà
Bandiera rossa la trionferà
Soltanto il comunismo è vera libertà.
Non più nemici, non più frontiere:

Solo ai confini rosse bandiere.

O comunisti, alla riscossa,

Bandiera rossa trionferà.
Bandiera rossa la trionferà
Bandiera rossa la trionferà
Bandiera rossa la trionferà
nel solo comunismo è pace e la libertà.
Falange audace cosciente e fiera 

Dispiega al sole, rossa bandiera 

Lavoratori alla riscossa 

Bandiera rossa trionferà
Bandiera rossa la trionferà
Bandiera rossa la trionferà
Bandiera rossa la trionferà
Evviva il comunismo e la libertà.»

## Nella musica moderna
- Due versi iniziali di questa canzone sono stati parodiati dal cantante Zucchero Fornaciari, nella canzone "Per colpa di chi" (1995). Nella versione registrata, canta: «E allora avanti popolo, con la Lambretta rossa», e in un'altra parte delle canzone: «E allora avanti popolo, con la chitarra rossa». Zucchero, pur non essendo comunista, ha dichiarato di venire da una famiglia in cui questa ideologia era parecchio marcata.[7][8]
- Gli Osanna, gruppo di punta del rock progressivo italiano, nel 1971 inseriscono l'inciso di "Bandiera Rossa" all'interno del brano "Mirror train" attraverso un fraseggio di chitarra in stile hendrixiano.
- Nel brano "Genova Brucia" dell'album Grand Hotel Cristicchi del cantautore Simone Cristicchi nella quarta strofa è inserito il verso: «C'è chi canta “Avanti Popolo, alla riscossa!”», riferendosi ai movimenti della sinistra italiana che manifestavano contro il G8.
- Francesco Gabbani riprende l'incipit del brano nel ritornello di Amen, brano vincitore della sezione giovani di Sanremo 2016.